# Misión San Lorenzo de Ibihica
La Misión San Lorenzo de Ibihica fue una misión de época de la Florida española del siglo XVII, de localización indeterminada en el sur del estado de Georgia, EE. UU.
Fue fundada por los franciscanos para la evangelización de los indígenas ibi, también conocidos como Yui o Ibihica, una tribu timucua. 

## Historia
La Misión San Lorenzo fue fundada en la población principal de los indígenas Ibi. Los primeros impulsos para la evangelización de esta zona septentrional de la Florida española corresponden a la visita del franciscano Fray Pedro Ruíz en 1597. Ruiz logró la evangelización de los ibi y la adhesión de su cacique, hasta abandonar Ibihica debido a la revuelta guale (1597). Hasta la fecha de la fundación de la misión en 1612 o 1616 los indígenas ibi fueron asistidos o visitados por los misioneros de las vecinas misiones de San Pedro de Mocama y San Juan del Puerto. La presión británica para la expansión de la colonia de Virginia resultó en la traición de algunos pueblos indígenas a los españoles, sucesivas revueltas y la orden de evacuación del territorio por parte de España. Los últimos testimonios sobre la misión datan del censo de 1630. 

## Descripción
No se han hallado sus restos arqueológicos y se estima se encontrara a unos ochenta kilómetros de la misión San Pedro de Mocama en isla Cumberland (condado de Camden, Georgia) Estaba ubicada en el interior de Georgia, a 14 leguas (aproximadamente 50 millas) de la Misión San Pedro de Mocama en la Isla Cumberland. Probablemente se encontraba al este de la ciénaga de Okefenokee (en el área natural selva Okefenokee), entre los ríos St. Marys y Satilla.